# Riserva naturale integrale Monte Conca
La Riserva naturale integrale Monte Conca è una riserva speleologica affidata in gestione al Club Alpino Italiano Sicilia.
L'interesse naturalistico è legato alla presenza di un inghiottitoio carsico attivo che continua in una cavità sotterranea e termina con una risorgenza che si apre sul versante opposto del rilievo. La grotta, per la presenza di un profondo pozzo, è percorribile soltanto con l'ausilio di materiale speleo-alpinistico. Il rilievo è costituito da gessi selenitici del Messiniano: rocce evaporitiche formatesi nel bacino mediterraneo circa sette milioni di anni fa. Ad attraversare la cavità è un piccolo affluente del torrente Gallo d'Oro.